# De Metsiers
De Metsiers is de debuutroman van de Vlaamse schrijver Hugo Claus. De roman werd voor het eerst uitgegeven in 1950 door uitgeverij Manteau. Het is een psychologische roman en kreeg het motto mee: Si tout amour prendroye racine J’en planteroye dans mon Jardin ("Indien elke liefde wortel schieten zou, dan zou ik ze planten in mijn tuin"). Het boek is sterk geïnspireerd door William Faulkners boek As I Lay Dying, in het bijzonder door het gebruik van meervoudig vertelperspectief.
Verhaalmotieven zijn moord, abortus, broer-zusrelatie, buitenechtelijke relatie en afzondering.
Claus had deze roman geschreven toen hij 19 jaar oud was. Het heette voorheen 'De eendenjacht'.

## Het verhaal
Ana is zwanger van Frank Smelders en van hem moet ze zich laten aborteren, en hij wil niets meer met haar te maken hebben. Als ze 's avonds laat op de terugweg van mevrouw Sassen, de vrouw die de abortus uit gaat voeren, op de brug staat, ontmoet ze Jim Braddok. Samen gaan ze schuilen voor de regen in het tuinhuisje van de baron. Jim denkt dat Ana zelfmoord wilde plegen; hij geeft haar de ene rum na de andere. Ana laat na een tijdje toe, door haar eigen problemen en de drank, dat Jim met haar vrijt. Jim is een Amerikaan en is dicht bij het dorpje gelegerd en vindt Ana een leuk meisje, hij verleidt haar en gaat met haar naar bed. Daarna probeert Jim samen met Eddie, een vriend, bij Ana ingekwartierd te worden, wat na veel problemen en moeite van Moeders kant lukt.
Ondertussen is Bennie, Ana’s halfbroer, dronken gevoerd door de Smelders. Jules een vriend aan huis, gaat hem halen. Later wanneer Bennie Ana gaat wegbrengen naar de tram gaat hij ook met Franse Miet naar bed. Jim is verliefd op Ana en wil dat ze mee naar Amerika gaat maar dit wil ze niet. Omdat ze Jim veel te bedreigend vindt, wil ze van hem af en om dat te bereiken praat ze 's middags met Bennie en zegt dat Jim haar in haar buik heeft getrapt. Ana praat met Bennie over haar avontuurtje en weet Bennie ook ervan te overtuigen dat Franse Miet een slecht mens is. Jules praat met Bennie over de kerk en hij maakt de Amerikanen zwart. Bennie vertelt op zijn beurt dat hij met Franse Miet naar bed is geweest. Ana zegt dat Franse Miet hem alleen maar wil gebruiken. Bennie wordt daardoor zo boos dat hij de revolver van Eddie pakt en de ramen van het café van Franse Miet stuk schiet.
De mannen gaan na een tijdje op eendenjacht, en omdat Bennie niet is vergeten wat Jim Ana heeft aangedaan wil hij hem neerschieten, maar Eddie is hem voor en schiet de jongen dood. Hierna slaan de Amerikanen op de vlucht. Terwijl Ana ligt te rouwen om Bennie, herinnert zij zich dat ze morgen weer naar mevrouw Sassen moet.